# Europese Kunst Unie

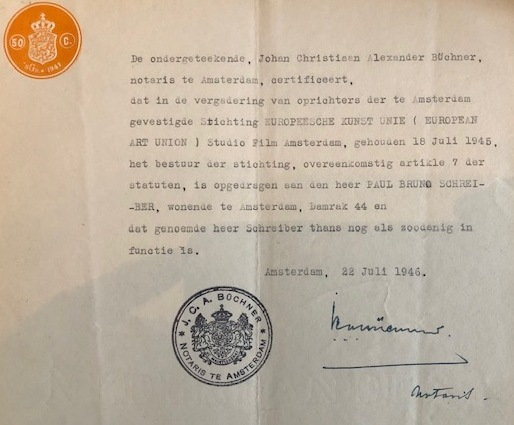
Oprichtingsakte EKU

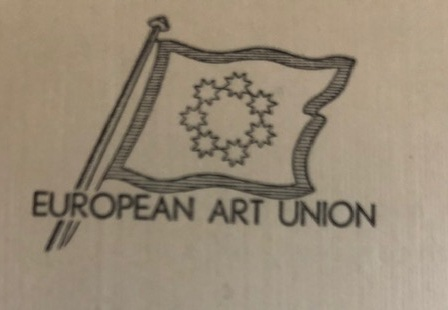
Europese Kunst Unie (EKU)

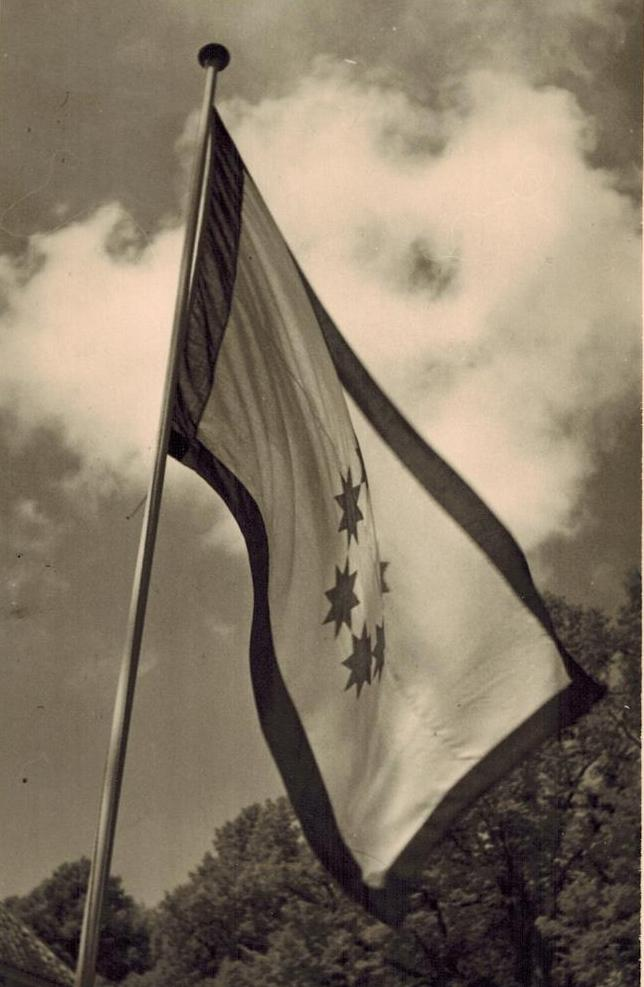
Europese Kunst Unie (EKU) - officiele vlag

De Europese Kunst Unie (EKU) was een Nederlandse stichting ter promotie van de filmkunst. 

## Geschiedenis
In 1936 hadden Paul Schreiber, een Duitse kunstschilder, Herbert Guth (fotograaf in Amsterdam) en baron Goetz de Gebsattel een plan gevormd om in verschillende landen van Europa een "european art union" op te richten. Vertakkingen hiervan waren in voorbereiding. Bert Haanstra en Hans Markus richtten op 4 juli 1945 de Europese Kunst Unie in Nederland op, een stichting die de kunst in het algemeen en de fotografie in het bijzonder propageert. In de vergadering van oprichters van de in Amsterdam gevestigde stichting Europeesche Kunst Unie, Studio Amsterdam, gehouden 18 juli 1945, het bestuur van de stichting is opgedragen aan de heer Paul Schreiber. De Europese Kunst Unie werd in 1952 failliet verklaard.
In 1996 is de EKU door Dirk de Herder (1914-2003) en Wijk van Klaveren (geb. 1940) opnieuw opgericht.

## Doel
Quote: De Stichting heeft ten doel de wetenschappelijke en experimenteele onderzoekingen van de film, met name "De Expressieve film" in praktijk te brengen en het resultaat daar van ten behoeve van de voorgenomen speel- en cultuurfilmproducties in het kader van de "european art union" te benutten, alsmede alle werkzaamheden op filmgebied, die het bovengenoemde kunnen bevorderen, te verrichten.

## Bedenkers - 1936
De onderstaande werken zijn in privébezit en zijn gearchiveerd in Schloss Möhren in Treuchtlingen, Duitsland.

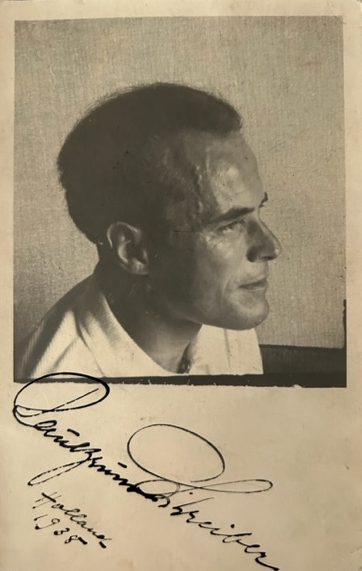
Paul Schreiber - Holland 1935
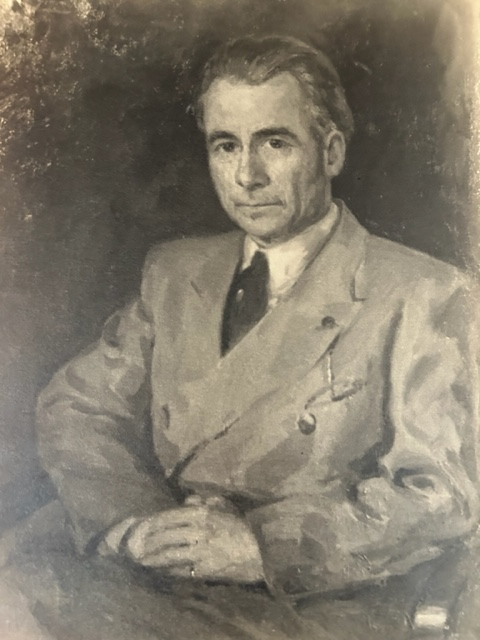
Herbert Guth - Fotograaf - Amsterdam
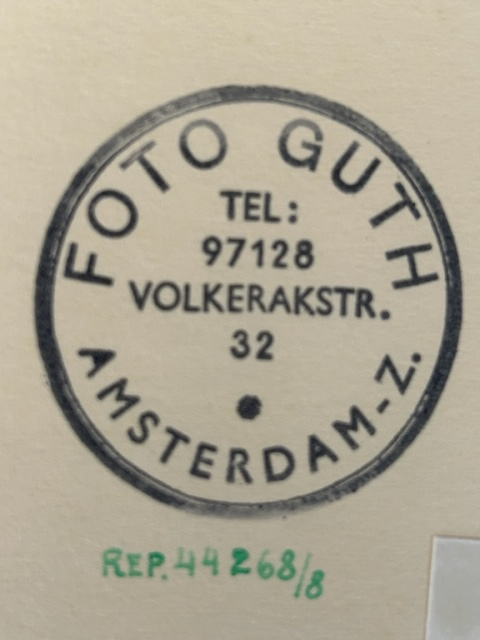
Herbert Guth - Fotograaf - Logo

## Oprichters - 1946
De onderstaande werken zijn in privébezit en zijn gearchiveerd in Schloss Möhren in Treuchtlingen, Duitsland.

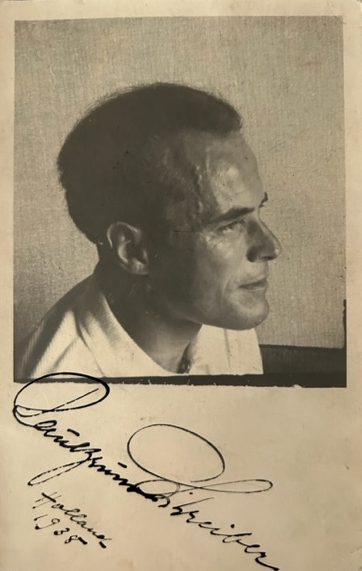
Paul Schreiber - Holland 1935

## Producties
Onder de EKU is onder andere de eerste naoorlogse Nederlandse sprookjesfilm Myrte en de demonen geproduceerd.
- Vergelijking van het zien, Dirk de Herder  ISBN 9789060054321
- Fotoboek "ga nooit op reis zonder een koffer met dromen", Dirk de Herder
- B. Moritz, Alexandrine Tinne, Fotografe van het eerste uur, Europese Kunst Unie, Den Haag, ISBN 90-801304-2-7.
- Het Herdersmuseum, fotohistorie en moderne kunst, Zijderveld (1996)
- Dirk de Herder bekent kleur op Vlieland, spiraalband. ISBN 90-77206-16-7 (2002)